# Paul-Siméon Ahouanan Djro
Paul-Siméon Ahouanan Djro OFM (Bingerville, 19 de dezembro de 1952 – Abidjã, 12 de fevereiro de 2024) foi um padre costa-marfinense e arcebispo de Bouaké.

## Carreira
Paul-Siméon Ahouanan Djro ingressou na Congregação Franciscana (OFM) e foi ordenado sacerdote em 19 de julho de 1981. 
O Papa João Paulo II o nomeou Bispo de Yamoussoukro em 6 de dezembro de 1995. O arcebispo de Abidjan, cardeal Bernard Yago, concedeu sua consagração episcopal em 16 de março do ano seguinte; Co-consagradores foram Vital Komenan Yao, Arcebispo de Bouaké, e Luigi Ventura, Núncio Apostólico na Costa do Marfim, Burkina Faso e Níger.
Em 12 de janeiro de 2006 foi nomeado Arcebispo Coadjutor de Bouaké. Após a morte de Vital Komenan Yao em 22 de setembro do mesmo ano, ele o sucedeu como arcebispo de Bouaké.

## Morte
Siméon morreu no dia 12 de fevereiro de 2024, aos 71 anos.